# TrackDrip
TrackDrip was van 2019 tot 2025 een Surinaamse streamingdienst voor muziek en video's.
De dienst werd in juli 2019 geïntroduceerd, circa acht maanden voordat er met Spotify een concurrent op de Surinaamse markt kwam. Een van de oprichters was Phil Tevreden en de directie ligt in handen van Giovanni Ravenberg.
48 uur na de lancering was de app al 4.000 maal gedownload. Bij een download wordt een bedrag van het beltegoed afgeschreven (30 SRD bij de start in 2019). Hiermee kunnen liederen en video's van aangesloten artiesten worden bekeken en beluisterd. In februari 2020 werd ook de muziek van Top Notch beschikbaar via TrackDrip.
Doelen van de dienst waren om de Surinaamse muziekindustrie te professionaliseren en om Surinaamse artiesten te laten verdienen aan de muziek die ze in Suriname uitbrengen. TrackDrip reikte bij de lancering Achievement Awards uit aan twee routiniers uit de Surinaamse artiestenwereld, Henk van Vliet en Borger Breeveld. In december 2019 werden tijdens een formele plechtigheid verdiende royalty's uitgereikt aan Damaru, King Koyeba, Kater Karma, The Juniors en Getthestars, van wie Kater Karma op dat moment de meest gestreamde artiest was. In 2020 passeerde Psycho als eerste artiest de grens van meer dan een miljoen views op de dienst. Dit aantal verwierf hij binnen 45 dagen met zijn album Succes.
TrackDrip werd in 2025 stopgezet na meningsverschillen tussen stakeholders.